# Waldeck-Limpurg
Waldeck-Limpurg war eine Standesherrschaft in Württemberg im Besitz der gräflichen Nebenlinie Waldeck-Bergheim des fürstlichen Hauses Waldeck-Pyrmont. Sie basierte auf der ehemaligen Herrschaft Limpurg-Gaildorf-Solms-Assenheim und bestand von 1816 bis 1888.

## Vorgeschichte
Im Jahre 1725 heiratete Graf Josias I. von Waldeck-Bergheim (1696–1763) Dorothea Sophie Wilhelmine zu Solms-Rödelheim und Assenheim (1698–1774), eine Großnichte des Schenken Vollrat von Limpurg-Speckfeld (1641–1713) aus der Sontheimer Linie der Schenken von Limpurg, der am 19. August 1713 ohne männliche Nachkommen gestorben war. Damit erwarb das Haus Waldeck-Bergheim einen anteiligen Anspruch an den Besitzungen der Herrschaft Limpurg-Gaildorf. Dieser Anspruch konnte jedoch erst nach dem Ende des langwierigen Limpurger Erbstreits verwirklicht werden, in dem die Ehemänner und anderen männlichen Verwandten der insgesamt zehn Töchter der beiden letzten Schenken sowie der König von Preußen (bezüglich seines seit 1693 bestehenden Anspruchs auf die Limpurger Reichslehen), bis 1774/75 um deren aus Allodialbesitz und Reichslehen bestehende Hinterlassenschaft stritten.

## Der Limpurger Erbstreit und sein Ausgang

Oberamt Gaildorf, Gebietsstand 1813, mit den früheren Herrschaftsgrenzen
Legende

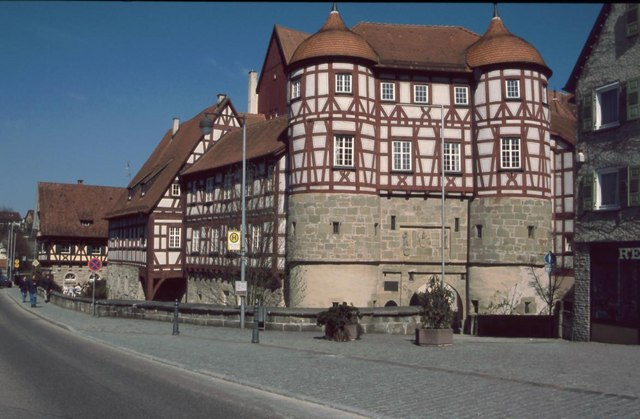
Schloss Gaildorf

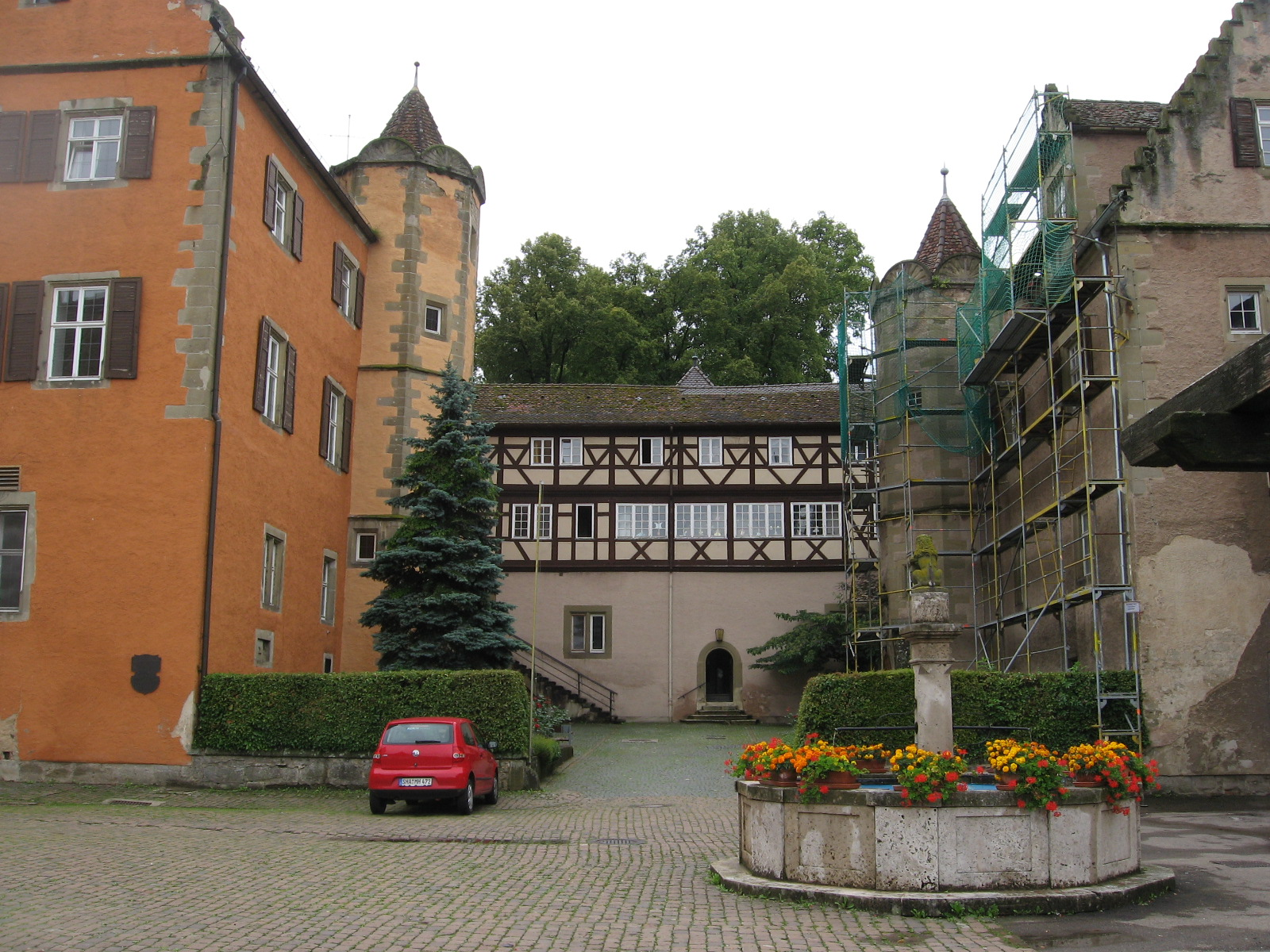
Schloss Obersontheim

Vollrat Schenk von Limpurg-Speckfeld war vermählt mit Sophie Eleanore von Limpurg-Gaildorf (1655–1722), der Schwester des Schenken Wilhelm Heinrich von Limpurg-Gaildorf (1652–1690), und machte nach seines Schwagers Tod dessen Töchtern ihr Erbe streitig. Aus diesem Erbstreit wurde bald ein größerer Konflikt um die Abgrenzung des limpurgischen Allods von den Reichslehen, auf die Preußen seit 1693 die Anwartschaft besaß. Ein 1707 zwischen Vollrat und den beiden überlebenden Gaildorfer Erbtöchtern geschlossener Vergleich, rückwirkend auf 1690, teilte die Stadt Gaildorf und die Herrschaft Limpurg-Gaildorf in zwei Hälften. Die gaildorf’schen Erbtöchter halbierten ihre Hälfte abermals, und damit entstanden zwei Herrschaften, für die ihre jeweiligen Ehegatten namengebend wurden: Limpurg-Gaildorf-Solms-Assenheim und Limpurg-Gaildorf-Wurmbrand. Nachdem 1713 mit Vollrat auch die Speckfelder Linie im Mannesstamm erloschen war, eskalierte der Konflikt um die Reichslehen zunächst in einer vorübergehenden preußischen Okkupation der limpurgischen Herrschaften. Der Rechtsstreit dauerte mehr als ein halbes Jahrhundert. Erst 1746, nachdem Friedrich II. von Preußen 1742 seine Ansprüche an das Fürstentum Ansbach als Reichsaftermannslehen übertragen hatte, kam es zu einem ersten Vergleich zwischen Ansbach und den limpurgischen Allodialerben, und 1774/75 zu einem endgültigen Abschluss des Streits unter den Nachkommen der insgesamt sieben erbberechtigten Töchter der 1690 und 1713 verstorbenen beiden letzten Schenken. Dabei wurde der Allodialbesitz der Limpurger in eine Reihe kleinerer Herrschaften und Teil- und Splitterbesitzungen geteilt (so hatten z. B. die Grafen der Linien Ysenburg-Büdingen-Meerholz und Ysenburg-Büdingen-Wächtersbach Anteile an Limpurg-Gaildorf). Ab 1780 begannen die Herzöge von Württemberg, einige dieser Teile durch Kauf zu erwerben.
Im Jahre 1800 bestanden daher sieben aus der Grafschaft Limpurg hervorgegangene Herrschaften, zumeist mit verstreutem Grundbesitz und verschiedentlich geordneten gemeinschaftlichen Besitzverhältnissen:
- Limpurg-Gaildorf-Solms-Assenheim, zu drei Vierteln in Besitz von Waldeck-Bergheim und zu einem Viertel württembergisch, mit Schwerpunkten in und um Oberrot, Fichtenberg und Altersberg sowie einem Viertel der Stadt Gaildorf.
- Limpurg-Gaildorf-Wurmbrand, jeweils zur Hälfte gehörig zu Württemberg und Leiningen-Dagsburg-Hardenburg und konzentriert in und um Eutendorf, Unterrot, Gschwend und Vordersteinenberg, mit ebenfalls einem Viertel der Stadt Gaildorf.
- Limpurg-Sontheim-Gaildorf, im Besitz des Grafen von Pückler und Limpurg, mit halb Gaildorf, Engelhofen, Seifertshofen und weiterem Besitz um Ruppertshofen und Frickenhofen.
- Limpurg-Sontheim-Gröningen, im Besitz des Hauses Hohenlohe-Bartenstein, mit Eschach, Holzhausen (teilweise), Ober- und Untergröningen, Schönbronn und Wengen.
- Limpurg-Sontheim-Michelbach, im Besitz der Grafen von Löwenstein-Wertheim-Virneburg, mit Michelbach, Gschlachtenbretzingen und Rauhenbretzingen sowie Oberfischach.
- Limpurg-Sontheim-Obersontheim, zur Hälfte den Grafen von Löwenstein-Wertheim-Virneburg, zu einem Drittel Württemberg und zu einem Sechstel den Grafen von Pückler und Limpurg gehörend, mit Obersontheim, Mittel- und Unterfischach.
- Limpurg-Sontheim-Schmiedelfeld, seit 1781 württembergisch, mit Schloss Schmiedelfeld, Sulzbach, Laufen und Geifertshofen.

## Erwerb durch Waldeck-Bergheim
Drei Viertel des Solms-Assenheimer Teils kamen auf gewundenen Wegen an Waldeck-Bergheim. Die Ansprüche auf diesen Besitz waren 1757, nach dem Tod der Wilhelmina Christina von Solms-Assenheim, geb. von Limpurg-Gaildorf (1679–1757), an ihre Kinder gegangen: Wilhelm Carl Ludwig von Solms-Rödelheim, Dorothea Sophia Wilhelmina von Waldeck-Bergheim (die Gemahlin des Grafen Josias I.), Eleonora Friderika Juliana (auch Eleonore Elisabeth Friederike Juliane * 23. September 1703; † 1. Juni 1762) von Ysenburg-Büdingen-Meerholz und Sophia Christiana Louisa von Löwenstein-Wertheim-Virneburg. 1762 starb Eleonora, und ihre Rechte an der Herrschaft Limpurg kamen an ihre Kinder, Johann Friedrich Wilhelm von Ysenburg-Büdingen-Meerholz und Christina Louise Charlotte von Waldeck, die Frau des Grafen Josias II. von Waldeck-Bergheim. Mit dem Abschluss des Limpurger Erbstreits 1774/75 wurden diese Rechte endgültig bestätigt.
Nach dem Tod des Grafen Josias II. im Jahre 1788 folgte ihm sein Sohn Josias III. (1774–1829) als Graf im Paragium Waldeck-Bergheim. Seine jüngeren Kinder Karl (1778–1849), Karoline (1782–1820) und Georg Friedrich Karl wurden gemeinschaftliche Inhaber der Waldeck-Bergheimer Anteile von Limpurg-Gaildorf, zunächst unter der Vormundschaftsregierung ihrer Mutter Christina Louisa.

## Standesherrschaft Limpurg-Gaildorf-Solms-Assenheim bzw. Waldeck-Limpurg

### Mediatisierung
Im Zuge des Reichsdeputationshauptschlusses von 1803 wurde Limpurg-Gaildorf-Solms-Assenheim, das sich zu diesem Zeitpunkt zu drei Vierteln im Besitz von drei Mitgliedern des Hauses Waldeck-Bergheim befand, mediatisiert und durch die Rheinbundakte von 1806 als Standesherrschaft unter die Souveränität des Königreichs Württemberg gestellt.

### Georg Friedrich Karl
Georg Friedrich Karl (* 31. Mai 1785, † 18. Juni 1826), der jüngste der drei gemeinschaftlichen Waldecker Inhaber der Herrschaft Limpurg-Gaildorf, heiratete am 17. Juni 1809 Amalie Wirths (* 7. September 1785, † 29. September 1852), Tochter des Fürstlich Waldeck’schen Bergamtmanns Johann Reinhard Wirths aus Bergheim. Nach dieser unstandesgemäßen Heirat musste er auf seine Rechte im Fürstentum Waldeck verzichten und zog als Privatier nach Heidelberg. 1811 trat er in den Dienst König Friedrichs von Württemberg, der ihn zum Geheimen Rat und Landvogt von Heilbronn und 1812 von Stuttgart ernannte.
1816 erwarb er die Anteile seiner Geschwister Karl und Karoline und wurde damit alleiniger Besitzer der ursprünglich Solms-Assenheim’schen Anteile an der Herrschaft Limpurg-Gaildorf; seitdem nannte er sich Graf von Waldeck-Pyrmont und Limpurg-Gaildorf. Ein Viertel der Herrschaft blieb weiterhin im Besitz des am 1. Januar 1806 geschaffenen Königreichs Württemberg. Ein kleinerer Teil blieb noch bis 1861 im Besitz des Hauses Ysenburg-Büdingen-Meerholz, und Limpurg-Gaildorf-Solms-Assenheim war somit staatsrechtlich eine Standesherrschaftliche Gemeinschaft mit einer entsprechend geteilten Virilstimme im Bundestag des Deutschen Bundes.
Meinungsverschiedenheiten in den Jahren 1815 bis 1817 mit König Friedrich und dessen Nachfolger Wilhelm I. während des württembergischen Verfassungskampfes und Georgs entschiedenes Eintreten für die Rechte der mediatisierten Adelsherren führten zu seiner Entlassung aus dem Staatsdienst und zur Ausweisung aus Stuttgart. Daraufhin zog er 1817 in das Alte Schloss in Gaildorf. Schließlich ergab er sich in das Unvermeidliche und erhielt von König Wilhelm von Württemberg am 25. August 1819 die standesherrlichen Verhältnisse seines Hauses bestätigt. Fortan bemühte er sich um die Arrondierung der Herrschaft Limpurg-Gaildorf-Solms-Assenheim bzw. Waldeck-Limpurg durch Aufkaufen von weiteren Anteilen der in Dutzende von Teilen zersplitterten ehemaligen Grafschaft, was ihm in erheblichem Maße auch gelang. So erwarb er 1821 auch eine Hälfte des Wurmbrand’schen Viertels, das zunächst 1780 an Württemberg gegangen war.

### Nachfolger
Nach Georgs Tod im Jahre 1826 folgte ihm Kraft des von ihm erlassenen Erbstatutes seine inzwischen zur Gräfin von Waldeck-Limpurg erhobene Witwe Amalie Charlotte Auguste in allen Besitzungen. Sie erbaute 1846 in Gaildorf die Villa Waldeck, aus der nach mehreren Umbauten das Neue Schloss und heutige Rathaus der Stadt Gaildorf wurde.
Nach Amalies Tod 1852 kam Waldeck-Limpurg an Georgs Neffen Richard Kasimir Alexander (* 26. Dezember 1835, † 5. Dezember 1905), Sohn seines Bruders Karl, der 1829 Graf zu Waldeck-Bergheim geworden war, und dessen Gemahlin Karoline Schilling von Canstadt (1798–1866). 1861 wurde die Standesherrschaftliche Gemeinschaft Limpurg-Waldeck-Gaildorf durch den Übergang des Anteils von Ysenburg-Büdingen-Meerholz an Württemberg aufgelöst, und Richard erhielt die Virilstimme im Bundestag.
Per Familienvertrag vom 16. März 1868 übertrug Richard die Herrschaft Waldeck-Limpurg an seine Schwester Mechthild Karoline Emma (* 23. Juni 1826, † 28. Februar 1899), seit 30. Januar 1846 verheiratet mit Graf Carl Anton Ferdinand von Bentinck (1792–1864); die Virilstimme war seitdem „ruhend“.

### Ende
Mechthild gab die Standesherrschaft 1888 an ihren zweiten Sohn, Wilhelm Carl Philipp Otto von Bentinck (1848–1912). Dessen Sohn und Nachfolger als Chef des Hauses, Wilhelm Friedrich Karl Heinrich (1880–1958), Graf von Bentinck und Waldeck-Limpurg, heiratete 1923 Adrienne Vegelin von Claerbergen (1891–1982). Der Ehe entstammten zwei Töchter, Sophie und Isabelle. Isabelle von Bentinck und Waldeck-Limpurg (* 1925) heiratete den Grafen Aurel Ladislaus Franz Heinrich Ernst zu Ortenburg (* 1927); damit kam der verbliebene Bentinck-Waldeck’sche Besitz in Gaildorf an die Ortenburger.